# Pedro Figueroa
Pedro Jose Figueroa Vizcaino (né le 23 novembre 1985 à Saint-Domingue, République dominicaine) est un lanceur gaucher qui a évolué en Ligue majeure de baseball de 2012 à 2014.

## Carrière

### Athletics d'Oakland
Pedro Figueroa fait ses débuts dans le baseball majeur comme lanceur de relève pour les Athletics d'Oakland le 21 avril 2012. Il blanchit les Indians de Cleveland pendant une manche après avoir été rappelé le jour même du club-école de Sacramento pour remplacer le lanceur Graham Godfrey dans l'effectif des Athletics. Il dispute 19 matchs pour les A's en 2012 et maintient une moyenne de points mérités de 3,32 en 21 manches et deux tiers lancées comme releveur. Il passe l'année 2013 surtout en ligues mineures et apparaît dans seulement 5 parties des Athletics.

### Rangers du Texas
Le 2 janvier 2014, Figueroa, qui ne figure plus dans les plans des Athletics, est réclamé au ballottage par les Rays de Tampa Bay. Le 29 janvier suivant, c'est au tour des Rangers du Texas de la réclamer au ballottage.